# Александра Фейгин
Александра Фейгин е българска състезателка по фигурно пързаляне. Родена е на 22 декември 2002 г. в Йерусалим, Израел.

## Състезателна кариера
Започва да тренира фигурно пързаляне през 2009 година. Тренира при Андрей Лутай и Ина Лутай.
Двукратна шампионка на България (2017, 2019), носителка на купата "Денкова-Стависки"  през 2018 година и носителка на купата на София през 2019 година. На световното първенство за младежи в София през 2018 година се класира на 15-о място в общото класиране.
На Балканските игри в Целе (Словения), 2018 г., печели първо място при девойките.
През лятото на 2022 г. участва в 4-ти сезон на приключенското риалити „Игри на волята“.
През 29.01.2023 г. Александра Фейгин завърши на 16-о място на Европейското първенство по фигурно пързаляне в Еспоо (Финландия). Александра Фейгин, която е 17-а в кратката програма, изиграва отлична волна програма и е оценена със 100.92 (52.94 за технически и 47.98 за компоненти на програмата) и завърва 16-та със сбор от 155.23. Тя участва за четвърти път в кариерата си на континенталния шампионат и изпълнява десет скока в програмата си - шест тройни и четири двойни, от които три в комбинация - троен тулуп - двоен аксел, троен флип - двоен тулуп и двоен аксел - троен салхов.

## Програми
| Сезон       | Кратка програма | Свободна програма                                                 |
| ----------- | --- | ----------------------------------------------------------------- |
| 2018 – 2019 | - Minnie the Moocher от Каб Колуей - Jailhouse Rock от Елвис Пресли - Schindler's List (Soundtrack) от Джон Уилямс - Horizons от Ashram | - Лешникотрошачката от Пьотър Чайковски                           |
| 2017 – 2018 | - Minnie the Moocher от Каб Колуей - Jailhouse Rock от Елвис Пресли                                                                     | - Алиса в Огледалния свят от Дани Елфман - Just like Fire от Пинк |
| 2016 – 2017 | - La cumparsita от Милва | - Алиса в Огледалния свят от Дани Елфман                          |